# IP broj
IP broj ili IP adresa je jedinstvena brojčana oznaka računala na internetu. IP adresa je u osnovi binarni broj, koji je u slučaju trenutno važeće verzije IP protokola, IPv4, binarni broj 32 bita dug. Često se radi lakšeg pamćenja IP adrese zapisuju u dekadskoj notaciji, gdje se 32-bitni broj podijeli na četiri 8-bitna broja, koji se zatim prikazuju kao četiri decimalna broja odvojena točkom. Svaki od tih brojeva je u rasponu 0-255, što je upravo raspon brojeva koji se mogu prikazati u jednom 8-bitnom binarnom prikazu. IPv6 verzija protokola predviđa 128-bitne adrese, te se u tom slučaju može koristiti i heksadecimalni zapis, radi kraćeg oblika i jednostavnosti. Primjer IP adrese je 172.16.254.1 (na slici).
Svako računalo koje je povezano na Internet mora imati jednoznačno dodijeljenu IP adresu. Te adrese su nužne da bi se paketi upućeni s izvorišnog računala mogli preusmjeriti do odredišnog. Taj postupak preusmjeravanja vrše računala specifične namjene koje nazivamo usmjerivači. IPv4 je trenutni standard za IP adresiranje na Internetu.
Kako je nužno da IP adrese budu jednoznačno dodijeljene, postoje međunarodne organizacije koje se brinu o raspodjeli IP adresnog prostora. Takva je organizacija The Internet Assigned Numbers Authority (IANA). IANA zatim za određen raspon adresa zadužuje regionalne Internet registre, pa je za područje Europe zadužen RIPE Network Coordination Centre. Ono što bi se moglo nazvati IPv5om je postojalo samo kao eksperimentalni ne-IP protokol u realnom vremenu nazvan ST2 i opisan u RFC 1819. Ovaj protokol je napušten u korist RSVP-a.
IP adrese se dijele na one privatne i javne. Javne IP adrese su jedinstvene, globalne i standardizirane. Razvojem Interneta počelo je nedostajati sve više i više slobodnih IP adresa. Rješenje tog problema su bile privatne IP adrese. Privatne adrese mogu biti duplicirane uz uvjet da se ne nalaze u istoj lokalnoj mreži. Prilikom izlaska korisnika iz lokalne mreže na Internet, privatna adresa IP adresa se pretvara u javnu IP adresu pomoću metoda NAT (Network Address Translation) i PAT (Port Address Translation). 
U IPv6, novi (ali ne još široko korišten) standardni internet protokol, gdje su adrese 128 bita široke, što bi, čak i s velikim dodjelama netblokova, trebalo zadovoljiti blisku budućnost. Teoretski, postojalo bi točno 2128, ili 3.403×1038 unikatnih adresa. Kada bi zemlja bila sačinjena kompletno od zrna pijeska od 1cm³, onda bi se mogla dodijeliti jedinstvena adresa svakom zrnu u 300 milijuna planeta veličine zemlje. Veliki prostor za adrese će biti rijetko popunjen, što omogućava ponovno kodiranje više informacija. Globalne adrese koje se šalju k jednom odredištu sastoje se iz dva dijela: 64-bitni dio za rutiranje i 64-bitni identifikator domaćina. Netblokovi se određuju kao moderne alternative IPv4: broj mreže, kojega prati kosa crta i broj značajnih bitova (u decimalnom zapisu). Primjer je 12AB::CD30:0:0:0:0/60 uključuje sve adrese koje počinju s 12AB00000000CD3. IPv6 ima dosta poboljšanja u odnosu na IPv4, pored samo većeg prostora za adrese, uključujući i samostalno ponovno odbrojavanje i obveznu upotrebu IPsec-a.

## Podjela IPV4 adresa po razredima
Tablica prikazuje podjelu IPv4 adresa u razrede. Slova u tablici označavaju oktete adrese a.b.c.d.
| Razred | Vrijednost prvog okteta | ID mreže | ID računala | broj mreža u ovom razredu | broj računala u mreži  |
| ------ | ----------------------- | -------- | ----------- | ------------------------- | ---------------------- |
| A      | 0 - 127                 | a        | b.c.d       | 128 = (27)                | 16 777 214 = (224 - 2) |
| B      | 128 - 191               | a.b      | c.d         | 16 384 = (214)            | 65 534 = (216 - 2)     |
| C      | 192 - 223               | a.b.c    | d           | 2 097 152 = (221)         | 254 = (28 - 2)         |

Može se primijetiti da je podjela na razrede zasnovana na samo prvih nekoliko bita (najznačajnijih) prvog okteta adrese. Tako razred A počinje bitom 0, razred B bitovima 10, i razred C bitovima 110.
Postoje i posebni razredi D za multicast koja počinje bitovima 1110, te rezervirani razred E koji počinje bitovima 1111.

## Vanjske poveznice
- IANA - The Internet Assigned Numbers Authority
- RIPE Network Coordination Centre
- IP Address Definition.com - Korisne Informacije o IP adresi  Arhivirana inačica izvorne stranice od 14. svibnja 2016. (Wayback Machine)
- DNSstuff - opširna web stranica s brojnim alatima vezanih za IP adrese
- IP map
- IP adresa